# Paul Shenar
Albert Paul Shenar (12 de fevereiro de 1936 − 11 de outubro de 1989) foi um ator e diretor de teatro americano, conhecido por interpretar o malvado rato Jenner no filme de Don Bluth, The Secret of NIMH (1982) e o traficante boliviano Alejandro Sosa em Scarface (1983).
Um veterano ator da Broadway e Shakespeareano, ele foi um dos vinte e sete membros fundadores do American Conservatory Theatre.

## Juventude
Shenar nasceu em Milwaukee, Wisconsin, o segundo de quatro meninos (um irmão mais velho John, dois irmãos mais novos Michael e Marc), filho de Mary Rosella (nascida Puhek) e Eugene Joseph Shenar. Ele era descendente de poloneses e eslovenos.

## Carreira
Shenar se envolveu com teatro desde cedo, trabalhando em produções teatrais de Milwaukee. Depois de terminar o ensino médio, alistou-se na Força Aérea dos Estados Unidos. Após sua carreira militar, ele começou a atuar novamente. Shenar ganhou atenção interpretando grandes lendas do entretenimento em telefilmes do final dos anos 1950 - Orson Welles em The Night That Panicked America e Florenz Ziegfeld Jr., em Ziegfeld: The Man and His Women. Ele retratou o personagem John Carrington na Parte II da minissérie Raízes.
Em 1983, Shenar também interpretou Alejandro Sosa em Scarface, de Brian De Palma, e mais tarde interpretou Paulo Rocca em Raw Deal.
Membro fundador, ator, diretor e professor do American Conservatory Theatre (ACT) em São Francisco, ele desempenhou mais de quarenta papéis lá, incluindo Hamlet, Oedipus Rex e Irmão Julian em Tiny Alice. Em 1982, ele interpretou Jenner em The Secret of NIMH, de Don Bluth; sua atuação no filme impressionou tanto Bluth que ele queria que Shenar também interpretasse Borf em Space Ace, mas não conseguiu fazê-lo devido a questões orçamentárias e o papel acabou indo para o próprio Bluth.
Shenar continuou a atuar no final dos anos 1980. Ele fez uma versão teatral de Macbeth em Los Angeles e apareceu em filmes como Best Seller (1987), The Bedroom Window (1987), Le Grand Bleu (1988), além do telefilme Rage of Angels: The Story Continues.

## Vida pessoal
Shenar era gay, e esteve envolvido romanticamente com o ator britânico Jeremy Brett durante a década de 1970; eles estavam em um relacionamento que durou de 1973 a 1978. Depois que o casal se separou, eles permaneceram amigos íntimos até a morte de Shenar em 1989.

## Morte
Shenar morreu de AIDS em 11 de outubro de 1989 aos 53 anos.

## Filmografia

### Cinema
| Ano  | Título             | Personagem       | Notas |
| ---- | ------------------ | ---------------- | ----- |
| 1978 | Lulu               | Ludwig Schon     |       |
| 1982 | The End of August  | Arobin           |       |
| 1982 | The Secret of NIMH | Jenner           | Voz   |
| 1983 | Deadly Force       | Joshua Adams     |       |
| 1983 | Scarface           | Alejandro Sosa   |       |
| 1986 | Dream Lover        | Ben Gardner      |       |
| 1986 | Raw Deal           | Paulo Rocca      |       |
| 1987 | The Bedroom Window | Collin Wentworth |       |
| 1987 | Un uomo sotto tiro | Ettore           |       |
| 1987 | Best Seller        | David Madlock    |       |
| 1988 | Le Grand Bleu      | Dr. Laurence     |       |

### Televisão
| Ano        | Título                              | Personagem                 | Notas                                                                    |
| ---------- | ----------------------------------- | -------------------------- | ------------------------------------------------------------------------ |
| 1973       | The ABC Afternoon Playbreak         | Tenente Joe Moroni         | Episódio: "Alone with Terror"                                            |
| 1974       | Columbo                             | Sargento Young             | Episódio: "Publish or Perish"                                            |
| 1974       | Owen Marshall, Counselor at Law     | Blair                      | Episódio: "House of Friends"                                             |
| 1974       | Mannix                              | Johnny Sands               | Episódio: "The Dark Hours"                                               |
| 1974       | Great Performances                  | De Guiche                  | Episódio: "Cyrano de Bergerac"                                           |
| 1974       | The Execution of Private Slovik     | Crawford                   | Telefilme                                                                |
| 1975       | Kojak                               | Arthur Harris              | Episódio: "Night of the Piraeus"                                         |
| 1975       | Petrocelli                          | Archie LaSalle             | Episódio: "Death in Small Doses"                                         |
| 1975       | The Invisible Man                   | Alexi Zartov               | Episódio: "Barnard Wants Out"                                            |
| 1975       | Ellery Queen                        | Locutor Wendell Warren     | Episódio: "The Adventure of Miss Aggie's Farewell Performance"           |
| 1975       | The Night That Panicked America     | Orson Welles               | Telefilme                                                                |
| 1976, 1977 | Hawaii Five-O                       | Chadwick Todd Daniels      | Episódios: "A Killer Grows Wings" "See How She Runs"                     |
| 1976       | The Keegans                         | Rudi Portinari             | Telefilme                                                                |
| 1976       | Gemini Man                          | Charles Edward Royce       | Episódio: "Pilot"                                                        |
| 1976       | The Bionic Woman                    | Dr. Alan Cory              | Episódio: "The Ghosthunter"                                              |
| 1976       | Wonder Woman                        | Tenente Wertz              | Episódios: "The Feminum Mystique: Part 1" "The Feminum Mystique: Part 2" |
| 1977       | Raízes                              | John Carrington            | Episódio: "Part II"                                                      |
| 1977       | The Hostage Heart                   | James Cardone              | Telefilme                                                                |
| 1977       | Young Dan'l Boone                   | Hammond                    | Episódio: "The Pirate"                                                   |
| 1977       | Logan's Run                         | David Eakins               | Episódio: "Man Out of Time"                                              |
| 1977       | The Mask of Alexander Cross         | Alexander Cross            | Telefilme                                                                |
| 1978       | Ziegfeld: The Man and His Women     | Florenz Ziegfeld           | Telefilme                                                                |
| 1978       | The Courage and the Passion         | Nick Silcox                | Telefilme                                                                |
| 1978       | Suddenly, Love                      | Jack Graham                | Telefilme                                                                |
| 1979       | Family                              | Bob Gantry                 | Episódio: "Moment of Truth"                                              |
| 1980       | Hart to Hart                        | Michael Shillingford       | Episódio: "Night Horrors"                                                |
| 1980       | Beulah Land                         | Roscoe Corlay              | Minissérie de TV                                                         |
| 1983, 1985 | Dinastia                            | Jason Dehner Justin Dehner | Episódios: "The Search" "Samantha" "The Californians"                    |
| 1983       | Scarecrow and Mrs. King             | James Delano               | Episódio: "Service Above and Beyond"                                     |
| 1984       | Paper Dolls                         | Jonathan Westfield         | Episódio: #1.1                                                           |
| 1985       | Brass                               | Schuyler Ross              | Telefilme                                                                |
| 1985       | Spenser: For Hire                   | Matthew Lowington          | Episódio: "Discord in a Minor"                                           |
| 1985       | Streets of Justice                  | J. Elliott Sloan           | Telefilme                                                                |
| 1985       | Best of the Football Follies        | Narrador                   | Telefilme                                                                |
| 1986       | Dark Mansions                       | Phillip Drake              | Telefilme                                                                |
| 1986       | Rage of Angels: The Story Continues | Jerry Worth                | Telefilme                                                                |
| 1987       | Time Out for Dad                    | Chase                      | Telefilme                                                                |